# Плавание на летних Олимпийских играх 1904 — 440 ярдов вольным стилем
Соревнования по плаванию на 440 ярдов вольным стилем среди мужчин на летних Олимпийских играх 1904 прошли 7 сентября. Приняли участие четыре спортсмена из двух стран.

## Призёры
| Золото              | Серебро           | Бронза            |
| Чарльз Дэниельс США | Фрэнсис Гэйли США | Отто Вале Австрия |

## Соревнование
| Место | Спортсмен             | Результат  |
| ----- | --------------------- | ---------- |
| 1     | Чарльз Дэниельс (USA) | 6:16,2     |
| 2     | Фрэнсис Гэйли (USA)   | 6:22,0     |
| 3     | Отто Вале (AUT)       | 6:39,0     |
| 4     | Лео Гудвин (USA)      | Неизвестен |